# Johannes Koch (Gutsbesitzer)
 Johannes Peter Ernst Wilhelm Elias Carl Koch (* 27. Februar 1849 in Langenselbold in Hessen; † 23. Mai 1923) war ein deutscher Gutsbesitzer und Abgeordneter des Provinziallandtages der preußischen Provinz Hessen-Nassau.

## Leben
Wilhelm Koch wurde als Sohn des Johannes Koch und dessen Gemahlin Wilhelmine Puth geboren. Er war Besitzer eines Gutshofes in Bruderdiebacherhof, einem Langenselbolder Ortsteil. 1906 wurde er in indirekter Wahl in den 44. Kurhessischen Kommunallandtag gewählt, aus dessen Mitte er ein Mandat für den Provinziallandtag der Provinz Hessen-Nassau erhielt. Er blieb bis zum Jahre 1919 in den Parlamenten.

## Auszeichnungen
- Ökonomierat